# Константинопольский договор (1712)
Константинопольский договор — договор о возобновлении и подтверждении условий Прутского мирного трактата, заключённый 5 (16) апреля 1712 год в Константинополе (Стамбуле) между Россией и Турцией.
Россия обязывалась вывести войска из Речи Посполитой не позже чем через месяц, не вмешиваться в украинские и польские дела. При этом оговаривалось, что в случае вступления шведских войск в Польшу Пётр I получал право вести войну с ними на польских землях (ст. 1). Россия обязывалась беспрепятственно пропустить Карла XII и войска, его сопровождавшие (ст. 2).
Пётр І отказывался от притязаний на Правобережную Украину и Запорожскую Сечь. На западной стороне Днепра за Россией оставался только Киев с окрестностями. Казаки, жившие на западной стороне Днепра, и Сечь выходили из-под власти России (ст. 3).
Обе стороны обязались не строить крепостей между Азовом и Черкасском.
От имени России договор подписали чрезвычайные и полномочные министры П. П. Шафиров и М.Б. Шереметев.